# Detonació

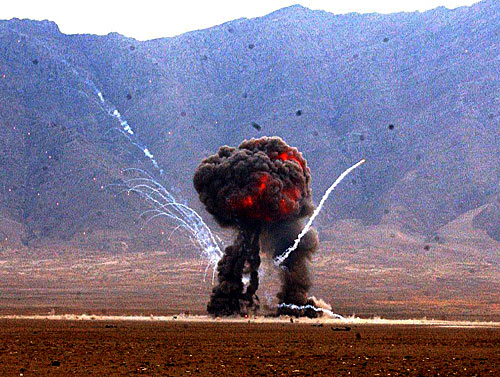
Un amagatall d'armes detonat a East River Range en el camp d'aviació de Bagram, Afganistan.

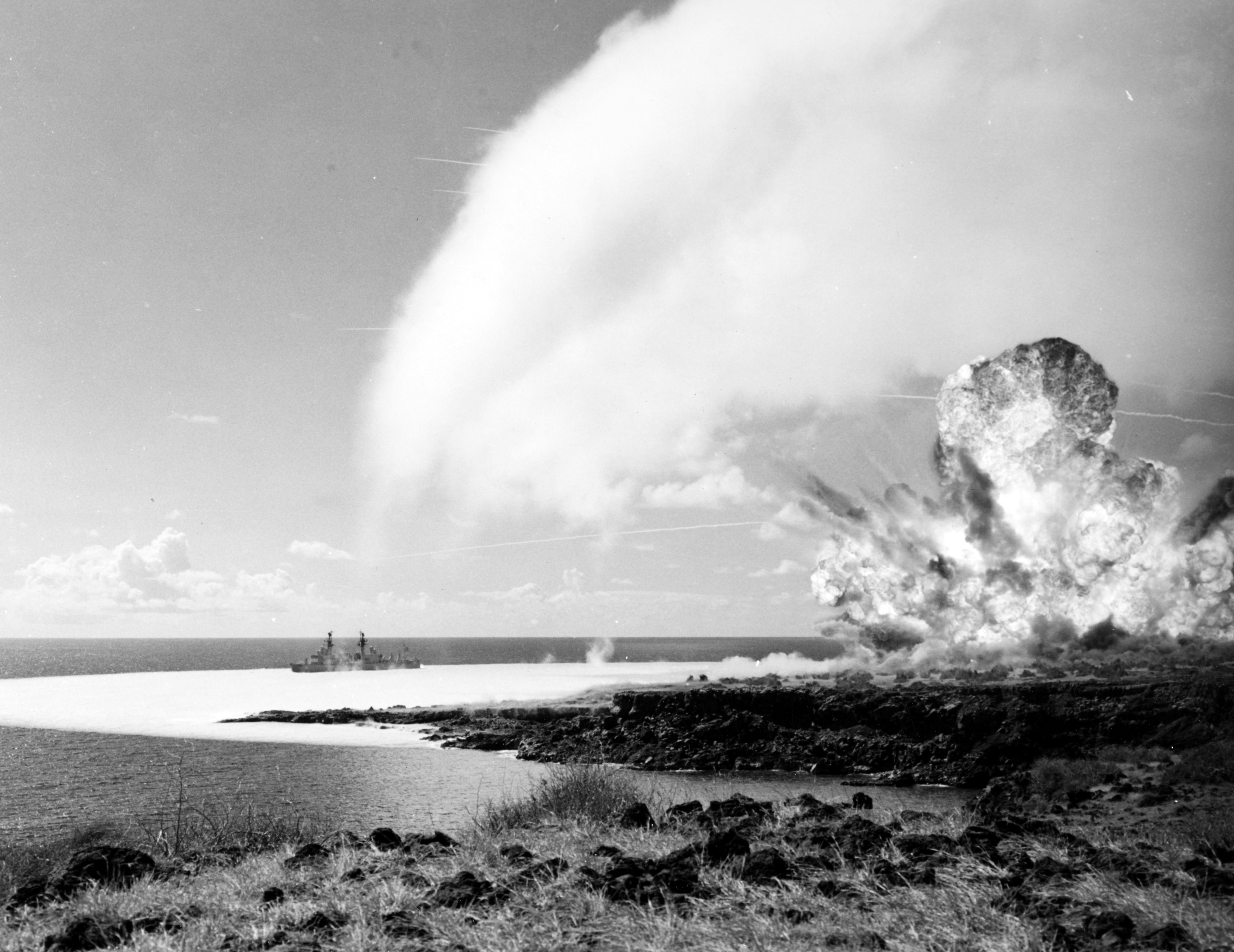
Detonació de 500-tones de TNTdurant l'Operació Sailor Hat amb l'onada de xoc i la condensació visibles.

Una detonació (del llatí: detonare: 'tronar') és un tipus de combustió supersònica que implica l'existència d'una ona expansiva i una zona de reacció darrera d'aquesta. Les detonacions ocorren en els explosius sòlids i liquids, com també en gasos reactius. La velocitat de detonació en els explosius sòlids i líquids és molt més alta que en els explosius gasosos, la qual cosa permet observar el sistema d'ones amb un detall més gran (a més alta resolució). Es diferencia de la deflagració, la qual és una combustió subsònica.
Alguns materials explosius poden detonar en absència d'oxigen, per exemple en el cas de l'acetilè, ozó i el peròxid d'hidrogen.
Una detonació és un procés dràstic de transformació de l'energia que conté un material, gairebé sempre és un procés químic, que s'intercanvia a velocitats altes amb el medi que l'envolta. Per a mesurar el poder detonant d'un material amb propietats explosives, es fa servir la definició de "poder detonant" i s'expressa en metres per segon, donades les característiques particulars del material químic que es tracti.
La detonació és un ràpid microcanvi (pràcticament instantani), que un detonador injecta al material que es vol detonar, una certa quantitat d'energia que a aquest li resulta impossible d'acumular, emmagatzemar, o dissipar per algun altre medi. Això fa que en el material sotmès es produeixi una reacció crítica, principalment en la que la seva estructura molecular experimenta una dràstica pèrdua de la seva geometria estructural o deformació física.
Per exemple, un dipòsit de combustible -gasolina-, té molt més poder detonant quan aquest material s'activa dins el contenidor, que no pas aquesta mateixa gasolina activada sense estar comprimida en un recipient. La diferència de detonació és exponencial a la càrrega, la capacitat de reacció química del material, i al contenidor reductor.

## Aplicacions
En aparell explosius la causa principal de danys per la detonació és la poderosa ona de xoc. Per tant, la detonació sovint es fa servir per als explosius i per a l'acceleració de projectils. També es pot fer servir amb finalitats menys destructives, incloent la dipositació de capes en superfícies o neteja d'equips (per exemple, eliminació d'escòries). Motors de detonació per impulsos es fan servir per a la propulsió aeroespacial com la que va fer per primera vegada un aparell al Mojave Air & Space Port el 31 de gener de 2008.